# Grinling Gibbons

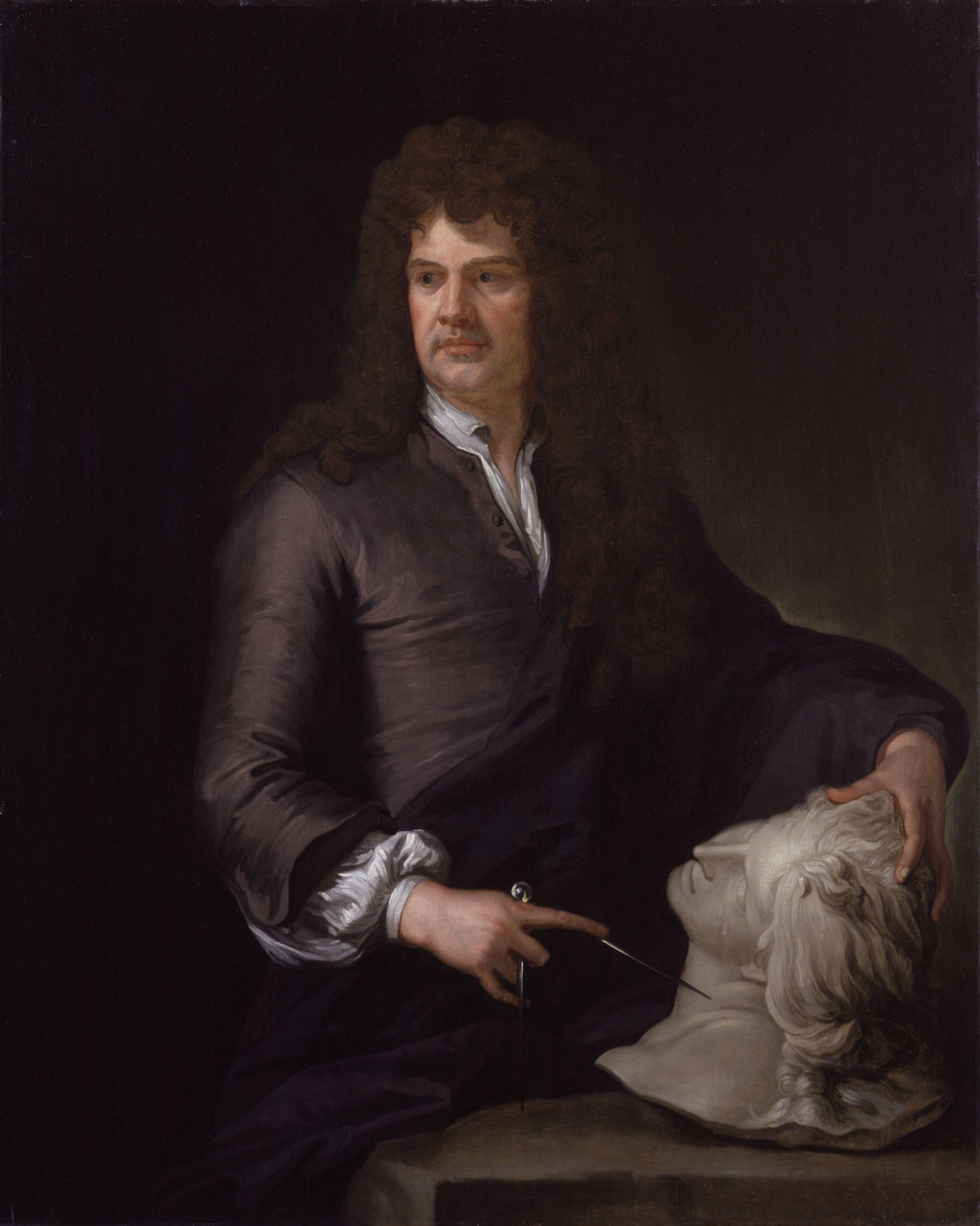
Ölgemälde von Godfrey Kneller, etwa 1690

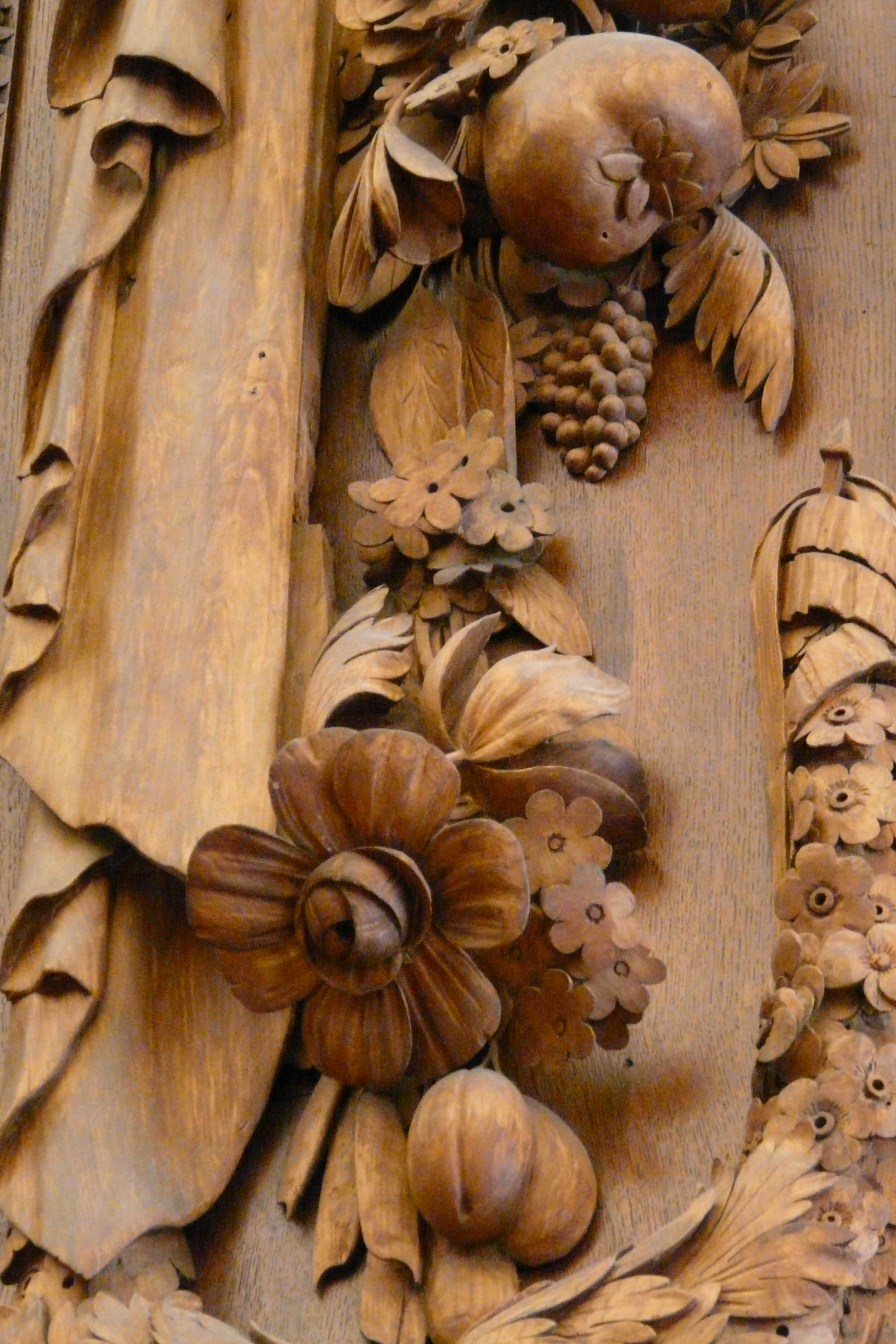
Detail einer barocken Girlande, die Gibbons für Hampton Court schuf

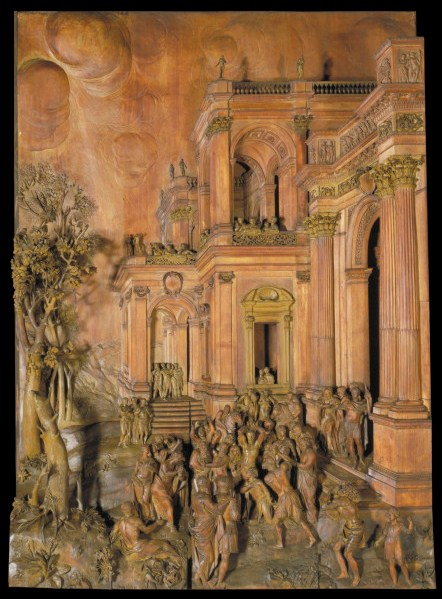
Die Steinigung des Heiligen Stephans, ca. 1680. Die letzte bekannte Reliefschnitzerei von Gibbons mit einem religiösen Thema.

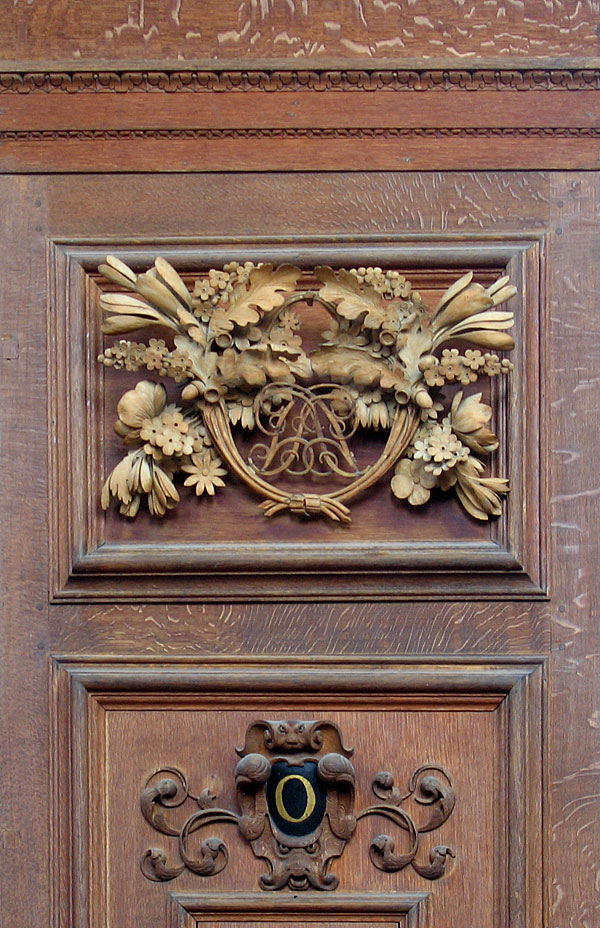
Eine der typischen fragilen Holzschnitzereien Gibbons. Wren Library, Cambridge

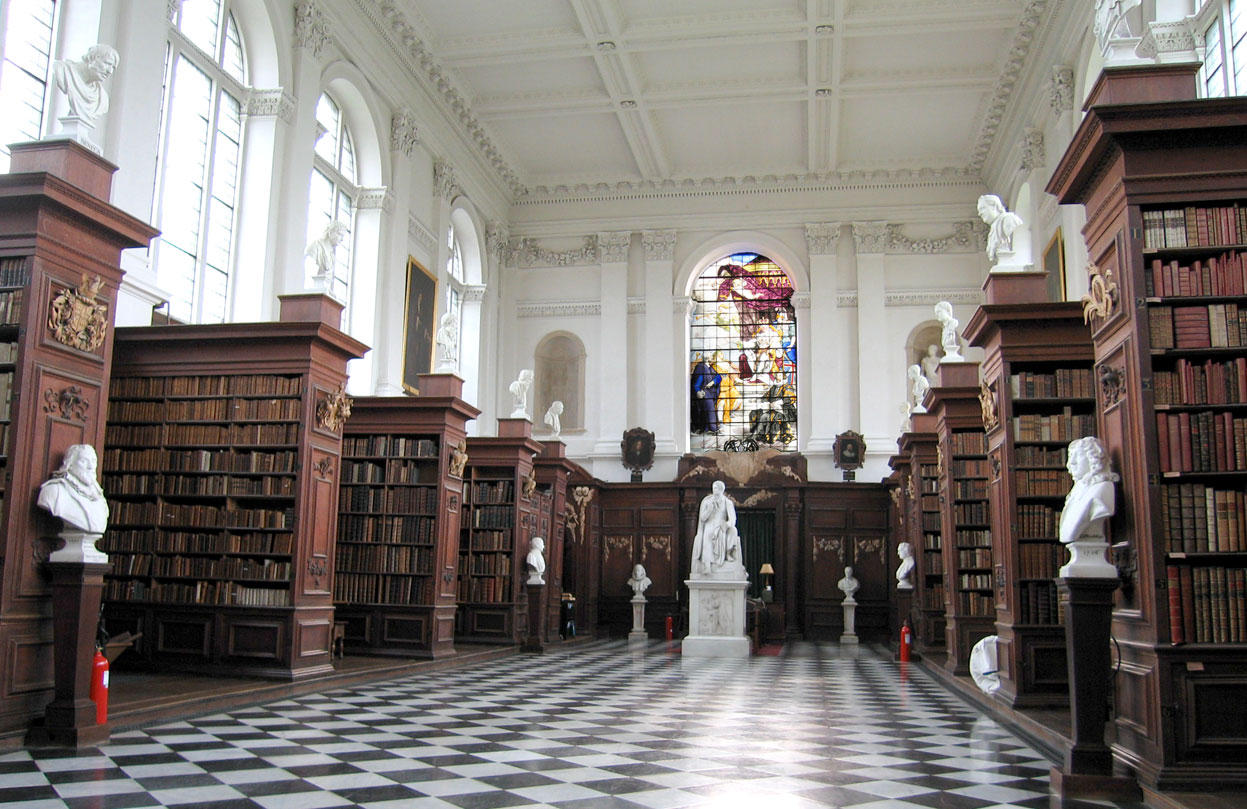
Innenraum der Wren Library. Die Enden der Bücherregale weisen jeweils dekorative Schnitzereien von Gibbons auf.

Grinling Gibbons (* 4. April 1648 in Rotterdam; † 3. August 1721 in London) war ein englischer Bildhauer, geboren und ausgebildet in Holland.
Gibbons verbrachte seine Kindheit und Jugend in Holland, wo seine aus England stammenden Eltern lebten. Etwa 1667 nach England zurückkehrend, wurde er Mitte der 1670er Jahre nach London an den Hof von Karl II. berufen und widmete ihm sowie dessen Nachfolgern Jakob II., Wilhelm III. und Georg I. seine Tätigkeit als Holzschnitzer und Bildhauer. Seine meist in Lindenholz ausgeführten Holzschnitzereien finden sich in Windsor, St Paul’s Cathedral, Chatsworth, Petworth, Burleigh und im Trinity College in Oxford. Später arbeitete er zusammen mit dem Bildhauer Artus Quellinus III. und mit dem Brüsseler Bildhauer Peter van Dievoet auch mit Marmor und Bronze, wie bei der Marmorstatue Karl´s II. in Charing Cross, der Bronzestatue Jakobs II. an der Rückseite von Whitehall Chapel, dem Denkmal des Viscounts Baptist Noel Camden in der Kirche in Exton, mehrere Statuen im Hof der Londoner Börse und Isaac Newtons Monument in der Westminster Abbey.
Gibbons gilt allgemein als der hervorragendste Holzschnitzer, der jemals in Großbritannien gearbeitet hat und als der einzige, der in Großbritannien einem größeren Publikum namentlich bekannt ist. Bekannt ist er für seine barocken Girlanden, in denen er Früchte und Blätter in Lebensgröße darstellte und die typischerweise Spiegel und Turstürze umrahmten. Ihm wird nachgesagt, dass seine Schnitzereien so fragil seien, dass die von ihm geschnitzten Blüten erzitterten, wenn eine Kutsche in der Nähe vorbeifuhr. Nachdem es Gibbons gelungen war, sich als Künstler zu etablieren, leitete er eine große Werkstatt. Spätere Arbeiten sind deshalb zu einem unterschiedlichen Grad auch von Mitarbeitern seiner Werkstatt ausgeführt.

## Leben

### Jugend und Ausbildung
Über das frühe Leben Gibbons ist sehr wenig bekannt. Sein ungewöhnlicher Vorname ist aus zwei Familiennamen zusammengesetzt.
Gibbons wurde in Rotterdam, Niederlande geboren. Sein Vater war ein Tuchhändler, seine Mutter die Tochter eines Tabakhändlers. Seine Ausbildung absolvierte er auf dem europäischen Festland und erwarb dabei Fähigkeiten in Zeichnen und Schnitztechniken, die ihm nach Ansicht des Gibbons-Spezialisten David Esterly einen eindeutigen Vorteil gegenüber seinen englischen Kollegen gaben. Gibbons hatte auf dem europäischen Festland auch bessere und feinere Werkzeuge erworben als sie in England zu dieser Zeit verfügbar waren. Während seine englischen Kollegen noch in Eiche und Kiefer arbeiteten, hatte er es gelernt, vorwiegend mit Lindenholz zu konzentrieren. Wie auf dem europäischen Festland üblich, arbeitete er sehr kleinteilig. Eine seiner frühesten überlieferten Arbeiten ist ein kleines, in Buchsbaum gearbeitetes Relief, das König David zeigt, wie er die Harfe spielt. Eine zweite, nur der Beschreibung nach überlieferte Arbeit, die nur rund 15 Zentimeter hoch war, zeigte Elija unterm Wacholderbaum. Es ist möglich, dass er beide Schnitzereien.auf dem europäischen Festland gearbeitet hatte und dieses als Beleg seiner Fähigkeiten mit nach England brachte. Der US-amerikanische Bildhauer David Esterly schreibt über diese Arbeit, sie unterscheide sich so sehr von den typischen englischen Schnitzarbeiten, dass sie auch vom Mars hätten stammen können.

### Entdeckung durch Evelyn Jones
Das Talent Gibbons wurde durch Zufall 1671 durch den Autoren und Architekten John Evelyn entdeckt. Gibbons arbeitete zu diesem Zeitpunkt als Schnitzer für Schiffsbauer in Deptford. In seiner Freizeit dagegen arbeitete er daran, ein Kreuzigungsgemälde Tintorettos als Holzrelief nachzuarbeiten. Evelyn sah ihn und seine Arbeit, als er zufällig am Fenster seiner Werkstatt vorbeiging. Evelyn war von dem jungen talentierten Mann so angetan, dass er binnen Monatsfrist zwei weitere bekannte Männer mit Gibbons bekannt machte: Dem Architekten Christopher Wren und Samuel Pepys, Staatssekretär im englischen Marineamt und Mitglied des Parlaments. Pepys führte zu diesem Zeitpunkt kein Tagebuch, so dass die Begegnung zwischen ihm und Gibbons nicht überliefert ist. Auch Evelyn, der wie Pepys regelmäßig Tagebücher verfasste, schweigt sich über die Begegnung aus. Die Tatsache, dass Gibbons aber erst zehn Jahre später für Christopher Wren arbeitete, ist ein Indiz, dass auch Wren zunächst zurückhaltend war.
Kurze Zeit später wurden er und sein Relief auf Grund der Beziehungen von Evelyn König Charles II. vorgestellt. Diese erste Begegnung mit Charles II. führte jedoch nicht dazu, dass Gibbons Aufträge durch den königlichen Hof erhielt. Das Thema seines Holzreliefs wurde als unangemessen katholisch betrachtet. David Esterly argumentiert allerdings, dass es nicht nur das Thema war, das verhinderte, dass Gibbons sofort am englischen Königshof reüssierte. John Evelyn war auf dem europäischen Kontinent weit gereist und hatte sich umfangreich mit der dortigen Kunstszene auseinandergesetzt. Er war deswegen in der Lage, die ungewöhnliche Kunstfertigkeit Gibbons zu beurteilen und richtig einzuschätzen. In England gab es anders als auf dem europäischen Festland keinen Kunstmarkt für solche Werke. Es ist bezeichnend, dass Gibbons nach der Begegnung mit Charles II. vergleichbare Reliefarbeiten nur noch einmal ausführte. Ca. 1680 arbeitete er ein großes Holzrelief, das die Steinigung des heiligen Stephans darstellt. Dieses Relief blieb bis ans Ende von Gibbons Leben in seinem Privatbesitz.

### Beauftragung durch Thomas Betterton und Hughes May
Esterly ist der Ansicht, dass Gibbons nach der Erfahrung am englischen Königshof eine sehr pragmatische Entscheidung traf. Er konzentrierte sich auf die Herstellung von rein dekorativen Schnitzereien. Der Londoner Theaterimpressario Thomas Betterton war 1671 der erste Auftraggeber für Gibbons. Gibbons sollte für das neue Dorset Gardens Theater dekorative Ornamente schnitzen, die Simse und Kapitelle schmückten. Es war ein rein kunsthandwerklicher Auftrag und Gibbons nach Einschätzung von Esterly in dekorativer Ornamentik auch nicht sonderlich geübt. Gibbons Arbeit muss jedoch trotzdem in der Summe so auffallend gewesen sein, dass sie dem Hofmaler Peter Lely auffiel. Lelys engster Freund war der Höfling und Architekt Hugh May und es war schließlich May, der die berufliche Entwicklung von Gibbons entscheidend beeinflusste.
May beauftragte Gibbons mit Arbeiten für zwei Landsitzen, die neu errichtet wurden. Mitte der 1670er Jahre arrangierten Lely und May, dass Charles II. erneut Gibbon und seine Arbeiten vorgestellt wurden. Charles II. hatte May damit beauftragt, die königlichen Gemächer und die St.-Georgs-Halle von Windsor Castle umzubauen. Bei der erneuten Vorstellung ging es darum, ob Gibbons den Auftrag erhalten sollte, für diese Räume Schnitzereien auszuführen. Als Probestück brachte Gibbons diesmal keine Reliefarbeit mit einem religiösen Thema mit, sondern eine Supraporte mit einer Girlande aus Fischen, Muscheln und anderen Ornamenten. Gibbons wurde mit der Arbeit für Windsor Castle beauftragt und wurde damit zum führenden Schnitzer in England.
Beim Umbau von Windsor Castle ersetzte May die ursprünglichen Gemächer aus der Zeit der Plantagenets an der Nordterrasse durch das würfelförmige Sterngebäude (Star Building). Diese Gemächer wurden mit Deckengemälden von Antonio Verrio und Schnitzereien von Grinling Gibbons verziert. Der König erwarb auch Wandteppiche und Gemälde, um die Räume auszustatten. Diese Kunstwerke bildeten den Grundstock für die heutige königliche Sammlung, die Royal Collection. Drei der Räume sind weitgehend unverändert erhalten geblieben: das Aufenthaltszimmer und das Audienzzimmer der Königin, die beide für die Ehefrau Charles II., Katharina von Braganza gestaltet wurden, und der Speisesaal des Königs. In diesen Gemächern sind sowohl die Deckengemälde von Verrio als auch die Wandvertäfelungen von Gibbons erhalten. Ursprünglich gab es zwanzig Räume in dieser Ausstattung. Einige von Gibbons Arbeiten wurden gerettet, wenn infolge von Umbauten oder Restaurierungen Änderungen durchgeführt wurden. Im 19. Jahrhundert wurden diese Schnitzereien dann in die neue Innenausstattung des Thronsaals des Hosenbandordens sowie in die Waterlookammer integriert.

## Rekonstruktion der beim Brand von 1986 des Hampton Court Palace verloren gegangenen Schnitzereien
1986 beschädigte ein Feuer Teile des Hampton Court Palace. Das Feuer war oberhalb der Paradezimmer des Königs ausgebrochen. Die von Christopher Wren gewählte Deckenkonstruktion in diesem Teil des Palastes verhinderte ein schnelles Übergreifen des Feuers auf die darunterliegenden Räume. Das Feuer wurde frühzeitig genug entdeckt, um die tragbaren Kunstwerke in diesem Teil des Palastes zu retten. Die hoch oben an den Wandvertäfelungen festgenagelten dekorativen Schnitzereien Grinling Gibbons nahmen jedoch durch Feuer und Löschwasser Schaden. Eine mehr als zwei Meter lange Schnitzerei, die die Seite einer Tür schmückte, wurde vollständig verbrannt. Der US-amerikanische Bildhauer David Esterly wurde damit beauftragt, eine Reproduktion dieser verlorenen Schnitzerei zu schaffen und arbeitete ein Jahr lang am Hampton Court Palace. Die Erfahrungen, die Esterly während dieser Zeit sammelte, schilderte er in dem Sachbuch The Lost Carving: A Journey to the Heart of Making, das 2012 in den USA und 2013 in Großbritannien erschien. Er schildert darin unter anderem den Widerstand innerhalb der Palastverwaltung, einen US-Amerikaner mit der Wiederherstellung eines britischen Kulturerbes zu beauftragen, seine Zusammenarbeit mit anderen Holzbildhauern, die an der Restauration der vom Feuer und Löschwasser beschädigten Gibbons-Schnitzereien arbeiteten, ihr gemeinsames Bemühen, die spezifische Technik Gibbons zu erfassen und die Diskussionen, inwieweit die Schnitzereien in einen Zustand zurückversetzt werden sollten, die sie zur Zeit Gibbons hatten, oder ob die Wachsschichten, die im Laufe der Jahrhunderte auf diese ursprünglichen unbehandelten Schnitzereien aufgetragen worden waren, entfernt werden und damit der Zustand hergestellt werden sollte, den sie unmittelbar vor dem Brand hatten.
Esterly stand der Verwendung von Schleifpapier bei der finalen Glättung von Holzoberflächen kritisch gegenüber. Schleifpapier ist eine Erfindung des 19. Jahrhunderts. Geprägt von dem Kunsthistoriker John Ruskin, der argumentiert hatte, dass Oberflächen durch die Behandlung mit Schleifpapier eine langweilig diffuse Ruhe (im Originaltext spricht Ruskin von smooth, diffused tranquility) entwickelten, war er davon ausgegangen, dass barocke Holzschnitzer wie Gibbons ihre schimmernden Oberflächen durch besonders sorgfältiges Arbeiten mit den Schnitzeisen erzielen würden. Bei der sorgfältigen Untersuchung der vom Brand verschont gebliebenen Schnitzereien fielen jedoch regelmäßige Kerbungen auf, die deutlich machten, dass Gibbons Winter-Schachtelhalm als natürliches Schleifmittel für die Glättung der Oberflächen verwendet hatte. Die Verwendung dieses Schleifmittels ist auch für Michel Erhart, Veit Stoß und Tilman Riemenschneider belegt.